# Schönbornpark

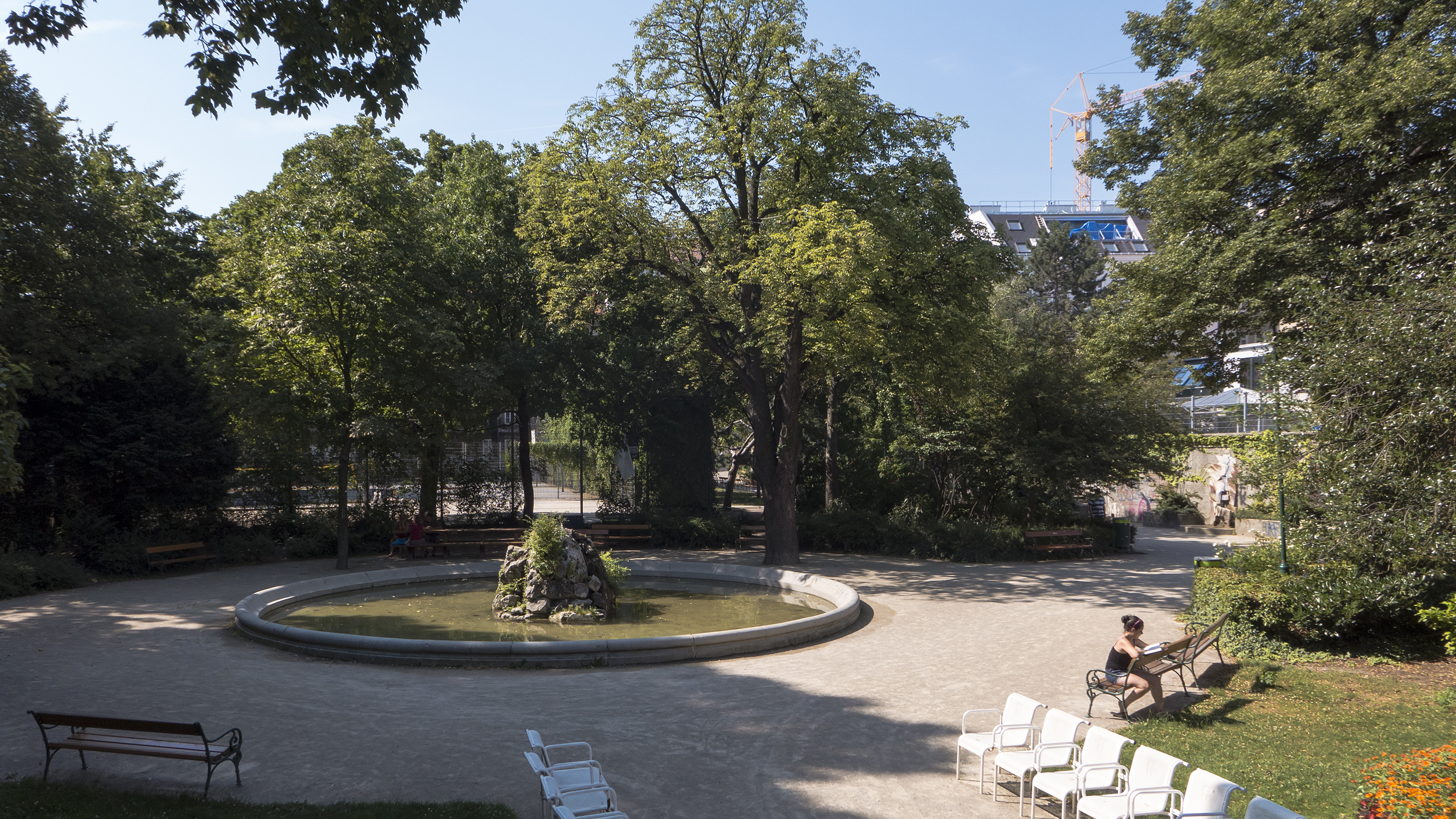
Schönbornpark

Der Schönbornpark ist ein etwa 10.000 m² großer Park im 8. Wiener Gemeindebezirk an der Florianigasse und der Langen Gasse.
Die Anlage geht auf das Palais Schönborn zurück. Anfang des 18. Jahrhunderts kaufte Friedrich Karl von Schönborn einen Gartengrund und ließ durch Johann Lucas von Hildebrandt ein Palais errichten. Nachdem Schönborn 1729 als Bischof nach Würzburg berufen worden war, erfolgte eine Vermietung des Palais samt Garten. 
1862 wurde das Areal, das aufgrund von Neubauten mittlerweile stark verkleinert war, von der Stadt Wien erworben und als Schönbornpark für die Öffentlichkeit zugänglich gemacht. Während des Zweiten Weltkrieges wurde hier ein Bunker errichtet, dabei wurde auch die Struktur der Wege stark verändert. 
Der Schönbornpark umfasst heute Spielbereiche, Sitzplätze und eine Hundezone.
Seit dem 15. Juni 2006 stehen verschiedene Baudenkmale des Schönbornparks wie die Ummauerung, der Brunnen und der WC-Pavillon unter Denkmalschutz. Als Wiener Naturdenkmal 645 unter Schutz gestellt wurde eine Sommerlinde (Tilia platyphyllos). Weiters befinden sich im Park eine Büste Edmund Eyslers und eine 1934 gepflanzte und Anton Wildgans gewidmete Eiche.

## WC-Anlage

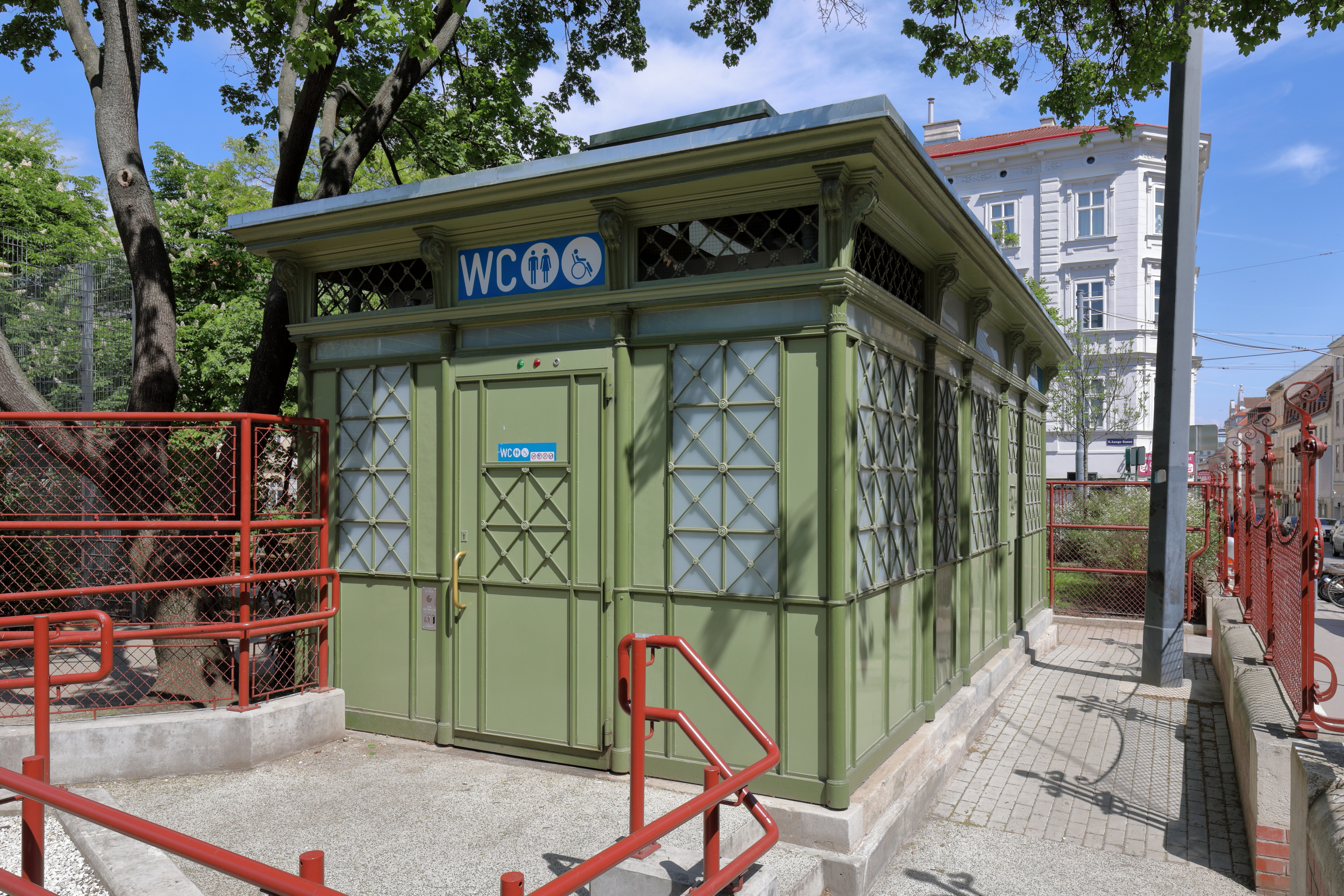
Die „Wilhelm-Beetz-WC-Anlage“

Die öffentliche WC-Anlage im Park befindet sich zur Florianigasse hin. Die Errichtung der unter Denkmalschutz stehenden Toilettenanlage erfolgte 1903 durch den Bauunternehmer Wilhelm Beetz. Im Jahr 2015 wurde diese historische Wiener Bedürfnisanlage um 68.750 Euro komplett saniert und barrierefrei gestaltet.